# 約翰·歐勒魯德
小約翰·蓋瑞特·歐勒魯德（英語：John Garrett Olerud, Jr.，/ˈoʊləruːd/，1968年8月5日—），綽號「Johnny O」，為前美國職棒大聯盟的一壘手。生涯曾效力過藍鳥、大都會、水手、洋基與紅襪等隊。他是藍鳥二連霸的成員之一。
歐勒魯德入選過兩次明星賽，1993年拿下美聯打擊王。1998年，他在國聯打擊王排行榜拿下第二名。歐勒魯德的防守評價也相當出色，生涯共拿下3次金手套獎。1999年，運動畫刊曾將大都會的四名內野手放進雜誌封面，而歐勒魯德便是其中一人。

## 職業生涯

### 多倫多藍鳥
1989年，完全沒有在小聯盟打球的歐勒魯德被拉上大聯盟。在1992年以前，歐勒魯德都還只是輪替的一壘手。1993年開始，他才開始站穩先發一壘手的位置。該年他以3成63的打擊率拿下美聯打擊王，並敲出生涯新高的24轟與107分打點。
不過歐勒魯德在1993年後表現就出現下滑，1996年，球隊打算在老將喬·卡特、歐勒魯德和卡洛斯·戴加多之間選出兩名做為一壘手和指定打擊的球員。當時戴加多年輕又低薪，因此獲得球隊青睞。歐勒魯德因為打擊不比卡特穩定，因此球隊選擇留下卡特。1996年12月20日，藍鳥將歐勒魯德交易到大都會，換來Robert Person。

### 紐約大都會

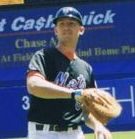
1999年的歐勒魯德

1998年，歐勒魯德達成連續12場比賽單場上壘至少2次的隊史紀錄。整季他的打擊率為3成54，在國聯僅次於賴瑞·沃克。1999年，他獲得125次保送和上壘309次，兩項數據都寫下大都會隊史紀錄。

### 西雅圖水手
1999年，歐勒魯德與水手簽下3年2,000萬美元的合約。2000年，他敲出45支二壘安打，獲得102次保送。2001年，水手隊例行賽拿下平大聯盟紀錄的116勝，可惜他們最後在美聯冠軍賽輸給洋基。2002年，歐勒魯德的上壘率高達4成03。2003年，他拿下生涯第三座金手套獎(前兩座在2000年和2002年拿下)。2004年7月，水手在美聯西區敬陪末座，因此球隊將歐勒魯德給指定讓渡。這年他的打擊率為2成45，並敲出5轟。球隊原本嘗試將他交易，但最後以失敗收場。下一週，水手就將他釋出。

### 紐約洋基
2004年8月初，歐勒魯德加入洋基。當時一壘手傑森·吉昂比受傷缺陣，歐勒魯德正好補上其空缺。後來洋基作客水手主場比賽時，水手捕手Dan Wilson特地上投手丘與投手傑米·莫耶「交談」，讓歐勒魯德可以有時間接受全場水手球迷的熱烈掌聲。該年美聯冠軍賽第三場，歐勒魯德因傷退場。後來他在第七場上場代打遭到三振，紅襪最後輸3贏4上演大逆轉。

### 波士頓紅襪
2005年5月2日，歐勒魯德和紅襪簽下小聯盟合約。5月27日，他進入球隊的25人名單。他也和Kevin Millar輪流擔任球隊的一壘手，而歐勒魯德偶爾會擔任中心棒次。

## 退役
2005年球季結束後，歐勒魯德在12月6日宣布退休。總計他敲出2,239支安打，上壘率3成98，另敲出500支二壘安打。2007年，他入選美國大學棒球名人堂。2016年，太平洋十二校聯盟宣布了全美世紀棒球明星隊名單，而歐勒魯德入選其中一員。

## 生涯成績
| 出賽次數 | 打席  | 打數  | 得分 | 安打  | 二安 | 三安 | 全壘打 | 打點 | 盜壘 | 保送 | 三振 | 打擊率 | 上壘率 | 長打率 | OPS  |
| -------- | ----- | ----- | ---- | ----- | ---- | ---- | ------ | ---- | ---- | ---- | ---- | ------ | ------ | ------ | ---- |
| 1,146    | 4,356 | 3,889 | 544  | 1,001 | 200  | 8    | 141    | 531  | 57   | 348  | 699  | .257   | .323   | .422   | .744 |

## 個人生活
歐勒魯德是一名福音主義人士，而他目前育有1子1女。其實歐勒魯德還有一個女兒喬丹，但她在2020年因罹患一種名為tri-some 2p, 5p-的罕見疾病去世，年僅19歲。
歐勒魯德的父親年輕時也是一名棒球選手，而他是前大聯盟球員Dale Sveum的表弟。

## 參看
- 美國職棒大聯盟安打排行榜
- 美國職棒大聯盟全壘打排行榜
- 美國職棒大聯盟二壘安打排行榜
- 美國職棒大聯盟上壘率排行榜
- 美國職棒大聯盟得分排行榜
- 美國職棒大聯盟打點排行榜
- 美國職棒大聯盟打擊王

## 外部連結
- 球員資訊和成績在MLB ，ESPN ，Retrosheet ，Baseball Reference ，Baseball Reference (Minors) ，Fangraphs ，The Baseball Cube （英文）